# 숀 플레밍

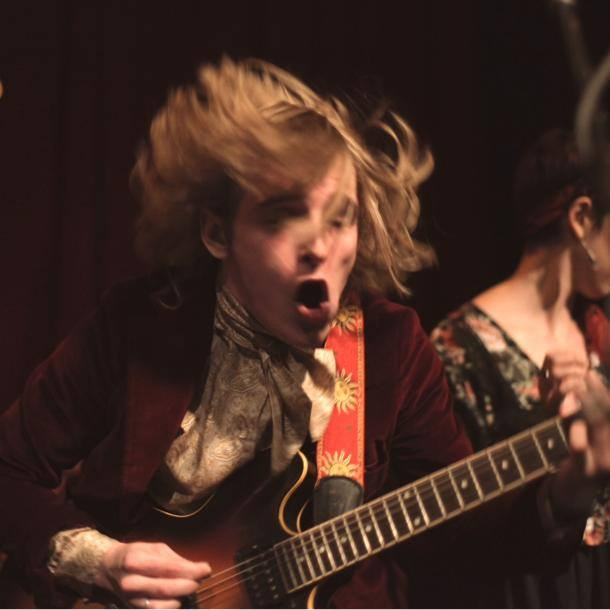

숀 플레밍(Shaun Fleming, 1987년 5월 31일 ~ )은 미국의 성우, 배우, 영화배우, 음악가이다.
웨스트레이크빌리지에서 태어났다.

## 영화
- 킴 파서블: 소 더 드라마 (2005년)
- 라이온 킹 1과 1/2 (2004년)
- 티처스 펫 (2004년)
- 릴로 & 스티치 - 시리즈 (2003년)
- 지퍼스 크리퍼스 2 (2003년)
- 킴 파서블 (2002년)
- 미키의 크리스마스 (1999년)